# Apple Intelligence
是蘋果公司開發中的人工智慧平台，於2024年6月10日在WWDC上宣布。它依靠設備端和伺服器處理的協同組合，作為iOS 18、iPadOS 18和macOS Sequoia作業系統的整合，這些系統與Apple Intelligence一起發布，預計將於2024年秋季在美國境內地區測試，2025年開放更多國家與地區。初版Apple Intelligence语言仅支持英语（美国），后续将逐步支持其他地区的英语及其他语言。
由於該公司與OpenAI公司合作，Apple Intelligence整合了ChatGPT，當遇到Siri認為ChatGPT可以給予用戶更好的答案時，它會向用戶詢問是否使用ChatGPT來處理複雜的用戶請求。

## 開發

### 背景
2015年10月，蘋果公司收購了設備端人工智慧建模公司Perceptio。收購後，該公司致力於確保其人工智慧業務保持秘密；根據加州大學柏克萊分校教授Trevor Darrell的說法，蘋果公司的保密性讓研究生望而卻步。
為Apple Intelligence提供支援的私有雲運算在設計時就充分考慮了用戶隱私和端對端加密。

## 爭議

### 使用未經授權的內容訓練AI
《連線》的報告揭露：EleutherAI公司旗下的“the Pile”，在未经内容创作者明确许可的情况下使用了 YouTube 视频的字幕，还从维基百科、英国议会以及电子邮件收集数据。NVIDIA、Salesforce 和 Apple 等公司將“the Pile”用于自己的人工智能培训项目。
蘋果公司回應稱：Apple使用Pile的數據用於开发其开源OpenELM模型，蘋果公司没有计划将OpenELM用于Apple Intelligence。同時，苹果强调了其人工智能项目的数据采购承诺：该公司以大力投资和以合乎道德的方式获取数据而闻名，包括向出版商支付数百万美元以及从照片库公司获得图像许可。

### 隱私洩漏風險
因對OpenAI政策的不信任，特斯拉首席執行官埃隆·马斯克表示，如果OpenAI集成到Apple Intelligence中，他将禁止在其公司使用苹果设备。蘋果公司和OpenAI，並沒有對此評價做出回應。

## 支援裝置
運行Apple Intelligence的裝置至少需要搭載8GB容量的内存，且需具備一定算力的NPU。

### Mac
所有使用M系列的Apple晶片之Mac電腦皆支持，操作系统需为macOS Sequoia 15.1或更新版本，包括下列：
- MacBook Air（M1, 2020年）或更新機種
- MacBook Pro（M1, 2020年）或更新機種
- Mac mini（M1, 2020年）或更新機種
- Mac Pro（M2 Ultra, 2023年）
- Mac Studio（M1 Pro, 2022年）或更新機種
- iMac（M1, 2021年）或更新機種

### iPad
所有使用M系列晶片及Apple A17 Pro或更新版本Apple晶片的iPad平板電腦皆支持，操作系统需为iPadOS 18.1或更新，包括下列：
- iPad Air (第五代)或更新機種
- iPad Pro (第五代)或更新機種
- iPad Pro (第三代)或更新機種
- iPad mini (第七代)

### iPhone
Apple A17 Pro或更新版本晶片的iPhone皆支持，操作系统为iOS 18.1或更新，包括下列：
- iPhone 15 Pro 與 iPhone 15 Pro Max 或更新機種
- iPhone 16 機型[21]或更新機種

## 另見
- 大型语言模型
- 生成式人工智慧

## 外部連結
- Apple Intelligence （页面存档备份，存于）